# Guiraut Riquier

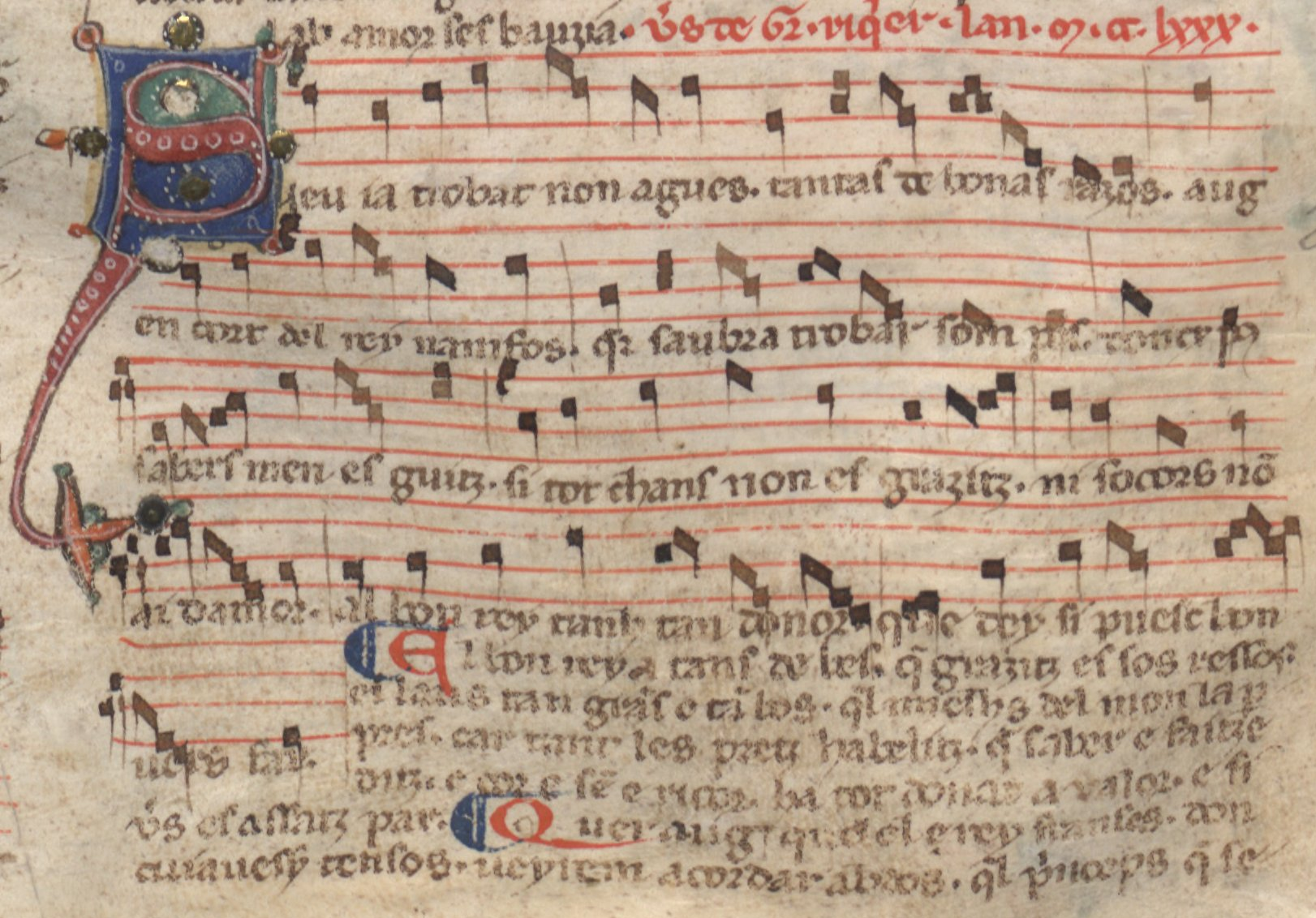
Chanson de Riquier dans un chansonnier du XIIIe siècle.

Guiraut Riquier (parfois orthographié Giraut Riquier), né vers 1230 à Narbonne (Aude) et mort vers la fin du XIIIe siècle, est considéré comme l'un des derniers troubadours occitans. À la poésie lyrique d'essence amoureuse (fine amor) ou politique, il préfère une poésie plus religieuse. La dame profane célébrée par les troubadours devient chez lui la Vierge Marie.

Il est connu pour un partimen, un débat poétique, qu'il eut avec Bonfils, Auzit ay dir, Bofil, que saps trobar ("J'ai entendu dire, Bonfils, que tu savais composer"), mais aussi pour son soin de la conservation de ses propres œuvres.

## Biographie
Il a fréquenté les cours de personnages importants qui accueillaient encore les troubadours. Il a donc été protégé par le vicomte Amalric Ier de Narbonne, par Alphonse X, roi de Castille et aussi par le comte Henri II de Rodez.
Joseph Anglade a écrit : « Au moment où Riquier commence sa carrière poétique, la condition des grands, dans le Midi, ne s'est pas améliorée. Ils sont devenus encore moins indépendants et moins riches. Ils n'ont plus auprès d'eux les troubadours, qui faisaient l'éducation poétique du milieu où ils vivaient, et ils finissent par se désintéresser des choses de l'esprit. La condition des poètes du temps se ressent vivement de ce changement de mœurs».
« De 1254 à 1292, il n'écrit pas moins de dix mille vers ... Au moment où Riquier commence à écrire, la poésie provençale est en décadence ».
Sa première chanson est dédiée à Bernard d'Olargues et Bertran d'Opian, deux petits seigneurs du Minervois. Il a dû la composer à Narbonne car un Bernard d'Olargues y est consul en 1251. Dans sa seconde chanson, écrite en 1255, il loue Amalric, vicomte de Narbonne.
En 1265, le fils du vicomte de Narbonne, Aymeric, est à la cour du roi Alphonse X de Castille. Il lui écrit une épître pour se recommander à lui et auprès du roi dont il connaît la prodigalité : « J'ai l'intention d'aller auprès du roi pour me perfectionner moi-même... Et s'il vous paraît possible de me faire tant d'honneur que vous puissiez me faire recommander gentiment au roi Alfonse, ma fortune prendrait une face meilleure, s'il entendait parler de moi ». La même année, il a l'occasion d'être présenté au roi d'Aragon Jacme Ier venu à Montpellier avant qu'il parte en expédition contre Murcie, mais sans succès. En 1266, il écrit sa douzième chanson, plus joyeuse, car il vient d'obtenir la protection de Guilhem d'Anduze, lui-même poète, frère de Philippa d'Anduze, femme du vicomte de Narbonne, et qui vient de se marier avec la fille d'Égline, veuve de Pons d'Olargues. Mais dès 1267, cette protection a dû disparaître car il écrit à Sicart de Puylaurens pour obtenir des appuis auprès du roi de France. En 1268, n'ayant pas eu de succès auprès du roi d'Aragon, il a essayé d'obtenir la protection de son fils aîné, Pierre en lui dédiant une de ses chansons. Il réécrit la même année au fils du vicomte de Narbonne qui se trouve à la cour du roi de Castille dont il fait l'éloge.
En 1269, dans sa quatorzième chanson, il annonce qu'il va se rendre auprès du roi de Castille Alphonse X. Quelque temps avant son départ pour l'Espagne, il écrit au vicomte de Narbonne en 1270 qui semble avoir eu l'intention de se croiser mais était revenu à Narbonne où il est mort en décembre.

## Œuvres
Ayant recueilli lui-même ses propres œuvres, on possède sans doute la collection complète de ses textes. On dénombre 106 pièces, dont 48 œuvres musicales. Parmi ces œuvres, on dénombre 2 aubes, 26 chansons, 15 chansons religieuses, 1 chanson de croisade, 1 coblas, 1 descort, 6 pastourelles, 1 planh, 16 sirventès, dont trois chantés.